# Culicoides wenzeli
Culicoides wenzeli är en tvåvingeart som beskrevs av Mercedes Delfinado 1961. Culicoides wenzeli ingår i släktet Culicoides och familjen svidknott. Inga underarter finns listade i Catalogue of Life.